# Cryptopsy
Cryptopsy je kanadská technická death metalová hudební skupina založená v roce 1992 v Montrealu, předchůdcem byla kapela Necrosis. Společně s kapelami Kataklysm a Gorguts patří mezi nejznámější kanadské death metalové kapely. Album The Unspoken King je žánru deathcore, což bylo později kritizováno a tak se kapela vrátila zpět k technickému death metalu s prvky brutal death metalu.
V roce 1993 vyšlo první demo Ungentle Exhumation a v roce 1994 debutové studiové album s názvem Blasphemy Made Flesh.

## Diskografie
Dema
- Ungentle Exhumation (1993)

Studiová alba
- Blasphemy Made Flesh (1994)
- None So Vile (1996)
- Whisper Supremacy (1998)
- ...And Then You'll Beg (2000)
- Once Was Not (2005)
- The Unspoken King (2008)
- Cryptopsy (2012)

EP
- The Book of Suffering (Tome 1) (2015)

Živá alba
- None So Live (2003)

Kompilační alba
- The Best of Us Bleed (2012)[2]